# Chrysosporium hispanicum
Chrysosporium hispanicum är en svampart som beskrevs av Skou 1992. Chrysosporium hispanicum ingår i släktet Chrysosporium och familjen Onygenaceae.   Inga underarter finns listade i Catalogue of Life.